# 神话：堕落之神
《神话：堕落之神》是Bungie公司1997年开发的一款即时战术游戏。它是神话系列的首部作品。游戏抛弃了即时战略游戏流行的采集资源、造兵、升级等模式，强调战术的使用，兵种和地形的配合十分重要。画面是2.5D形式的，場景可在限定俯瞰角度下360度自由轉動。单人游戏只能选择“光明”阵营，多人游戏则可以选择对立的阵营，有对抗、抢旗以及暗杀模式。